# Domenico Mezzadri
Pour les articles homonymes, voir Mezzadri.
Domenico Mezzadri (de son nom complet Domenico Maria Mezzadri), né le 30 janvier 1867 à San Rocco al Porto, dans la province de Lodi, en Lombardie, et mort le 8 décembre 1936 à Chioggia, est un prêtre et évêque catholique italien, évêque du diocèse de Chioggia de 1920 à sa mort.

## Biographie
Né à San Rocco al Porto (Italie) le 30 janvier 1867, Domenico Maria Mezzadri est ordonné prêtre le 11 août 1889. Il commence son ministère sacerdotal dans trois paroisses de son diocèse natal.

### Évêque
Nommé évêque de Chioggia par Benoit XV le 2 juillet 1920, il est consacré évêque par Mgr Pietro Zanolini (it) le 23 octobre suivant, dans la dernière paroisse où il était curé, à Sant'Angelo Lodigiano.
Durant son ministère épiscopal, il célèbre le premier Congrès eucharistique diocésain en 1923, et effectue deux visites pastorales, en 1922 et en 1930. En 1927, il fait rouvrir l'église de St Michael de Brondolo et en 1935 consacre la petite église des capucins dans le cimetière de Chioggia.
Toujours sensible aux problèmes sociaux et du travail, il crée un conseil diocésain du mouvement catholique pour sensibiliser le peuple sur plusieurs questions : l'aide aux étudiants catholiques, la présence catholique dans le monde du travail, et le renforcement du mouvement économique et social.
Il meurt le 8 décembre 1936 dans ses fonctions d'évêque, et est enterré dans la cathédrale diocésaine, auprès de ses prédécesseurs.

## Hommages
Les administrations municipales de Caselle Landi et de Sant'Angelo Lodigiano, où il était curé les vingt premières années du XXe siècle, l'ont honoré en dénommant respectivement une place et une rue.